# NK Budućnost Begluci
Nogometni klub "Budućnost" (NK "Budućnost" Begluci; FK "Budućnost"; "Budućnost" Begluci; "Budućnost") je bio nogometni klub iz Begluka, Grad Derventa, Republika Srpska, Bosna i Hercegovina. 
 Klupska boja je bila crvena.

## O klubu
U Beglucima se nogomet počeo igrati 1950. godine. Nije došlo do osnivanja kluba, nego je seoska momčad nastupala na raznim turnirima i prijateljskim utakmicama u okolici. Klub je službeno osnovan 1976. godine pod imenom "Budućnost", kad je formirana Općinska liga Derventa. 

"Budućnost" je prvak općinske lige 1980. godine, te ulazi u Grupnu ligu Doboj, koju osvaja 1986. godine, kada ulazi u Međuopćinsku ligu Doboj, u kojoj igra sljedećih godina. 
 
Zbog rata u BiH, okupacije i protjerivanja hrvatskog i muslimanskog stanovništva iz Begluka, klub 1992. godine prestaje s radom, te cjelokupno područje općine Derventa ostaje pod srpskom kontrolom i ulazi u sastav Republike Srpske.

## Uspjesi
Grupna liga Doboj
- prvak: 1985./86.

Općinska liga Derventa
- prvak: 1979./80.

## Vanjske poveznice
- facebook.com, Istorija ex yu fudbala; Lična karta klubova - B, Budućnost Begluci (Derventa)